# Kombinat

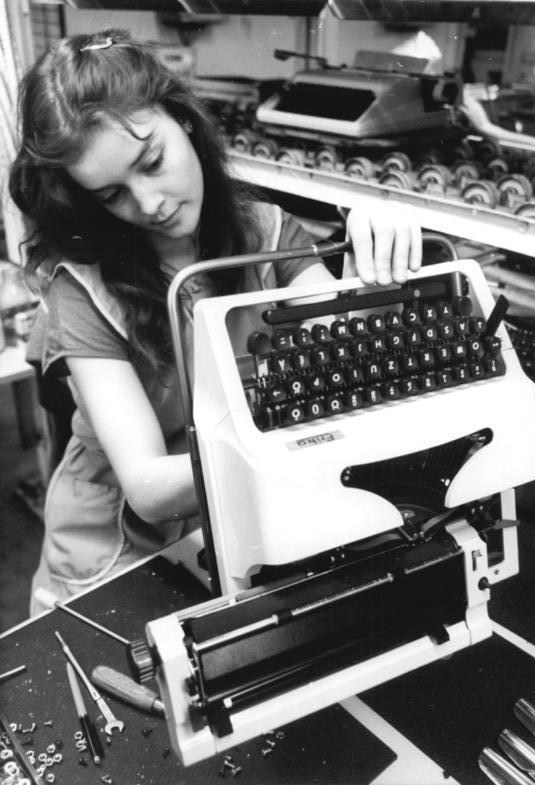
En av 17 000 arbetare vid Kombinatet Robotron i Östtyskland 1987

Kombinat är en större industrianläggning som tillverkar olika produkter, men som utnyttjar samma råvara.

## Comecon-länder
I länder i forna östblocket inom Comecon var kombinat koncernliknande grupper, konglomerat, av statliga eller folkägda företag. I kombinaten samlades en branschs produktion, forskning och utveckling. I regel var det största företaget som ledde konglomeratet.

### Betydande kombinat i Östtyskland
- VEB Fotochemisches Kombinat, Wolfen (ORWO)
- VEB IFA-Kombinat PKW, Karl-Marx-Stadt
- VEB Kombinat Carl Zeiss, Jena
- VEB Kombinat Chemische Werke „Walter Ulbricht“ , Leuna
- VEB Kombinat Chemische Werke Buna, Schkopau
- VEB Kombinat Elektromaschinenbau (VEM), Dresden
- VEB Kombinat Mikroelektronik „Karl Marx“ Erfurt
- VEB Kombinat Robotron, Dresden
- VEB Kombinat Rundfunk- und Fernmelde-Technik (RFT), Leipzig (Radio-Fernsehen-Tonmechanik)
- VEB Reifenkombinat Fürstenwalde (Pneumant)